# リアンショ

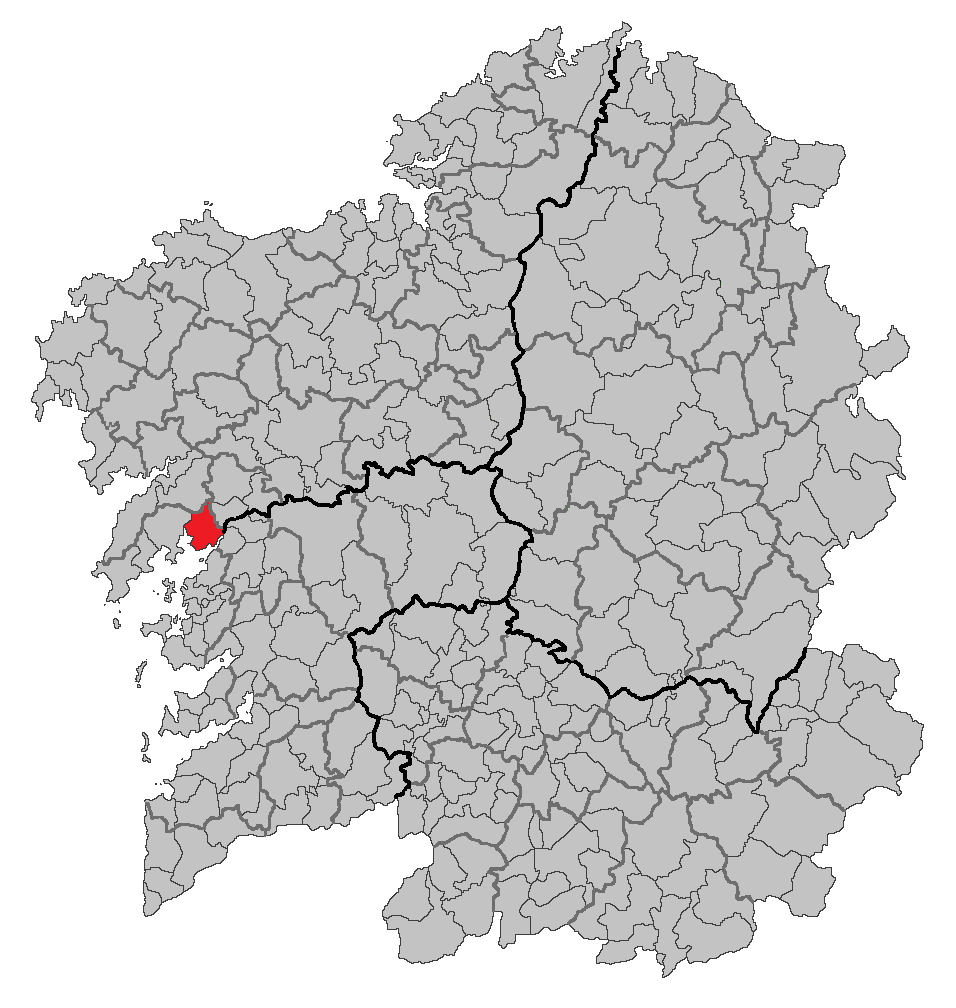

リアンショ（Rianxo）はスペイン、ガリシア州、ア・コルーニャ県の自治体。コマルカ・ド・バルバンサに属する。ガリシア統計局によれば、2010年の人口は11,826人（2009年：11,769人）、人口密度は201.1人/km2、面積は58.8km2。住民呼称はrianxeiro/-a。カスティーリャ語による表記はRianjo（リアンホ）。
ガリシア語話者の自治体人口に占める割合は99.36%（2001年）。

## 地理
リアンショはア・コルーニャ県の南西部に位置し、コマルカ・ダ・バルバンサに属する。北はロウサーメとロイスと、南はリア・デ・アロウサに面し、東はドドロとカトイラ（ポンテベドラ県）と、西はボイロの各自治体と接する。
リアンショはウジャ川の右岸にあり、ウジャ川はカトイラとの境界をなしており、リア・デ・アロウサの北岸奥に位置しており、州都サンティアゴ・デ・コンポステーラとはおよそ50kmの距離にある。
リアンショはパドロン司法管轄区に属す。

### 人口
| リアンショの人口推移 1900－2010                         |
|                                                         |
| 出典:INE（スペイン国立統計局）1900年 - 1991年、1996年 - |

## 語源
リアンショという地名はラテン語のrivus angulus（川の湾曲したところ）に由来している。（Rivu(m) Ángulu(m) > Riv'ang'lo > Rianjo > Rianxo、〈j〉で表された音はその後ガリシア語では無声化したため、現代ガリシア語の表記にはxの文字をあてる）、また、rivis amplus（広い川）に由来するとの説もある。

## 政治
自治体首長はガリシア民族主義ブロック（BNG）のアドルフォ・ムイーニョス・サンチェス（Adolfo Franciso Muíños Sánchez）が、自治体評議員はガリシア国民党（PPdeG）：6、ガリシア民族主義ブロック（BNG）：6、ガリシア社会党（PSdeG-PSOE）：5となっている（2011年5月22日の自治体選挙結果、得票順）。
| 1999年6月13日自治体選挙 |        |        |          |
| 政党                    | 得票数 | 得票率 | 獲得議席 |
| PSdeG-PSOE              | 3,762  | 51.78% | 9        |
| PPdeG                   | 2,110  | 29.04% | 5        |
| BNG                     | 1,221  | 16.81% | 3        |
| U.V.                    | 101    | 1.39%  | 0        |

| 2003年5月25日自治体選挙 |        |        |          |
| 政党                    | 得票数 | 得票率 | 獲得議席 |
| PSdeG-PSOE              | 4,404  | 57.11% | 11       |
| PPdeG                   | 1,275  | 16.53% | 3        |
| BNG                     | 1,178  | 15.28% | 2        |
| CDI                     | 741    | 9.61%  | 1        |

| 2007年5月27日自治体選挙 |        |        |          |
| 政党                    | 得票数 | 得票率 | 獲得議席 |
| PSdeG-PSOE              | 3,540  | 49.76% | 9        |
| BNG                     | 1,737  | 24.42% | 4        |
| PPdeG                   | 1,725  | 24.25% | 4        |

| 2011年5月22日自治体選挙 |        |        |          |
| 政党                    | 得票数 | 得票率 | 獲得議席 |
| PPdeG                   | 2,439  | 36.11% | 6        |
| BNG                     | 2,146  | 31.77% | 6        |
| PSdeG-PSOE              | 2,030  | 30.05% | 5        |

## 経済
リアンショの主要経済は漁業でイワシ漁（サルディーニャsardiñaとショウバxouba）と貝（ベルベレーチョberberechoとアメイシャameixa）、またムール貝の養殖が盛んである。近年は観光業も伸びてきている。

## 教区
リアンショは6つの教区に分けられる。
- オ・アラーニョ（サンタ・バイア）
- アサードス（サンタ・マリーア）
- イソルナ（サンタ・マリーア）
- レイロ（サンタ・マリーア）
- リアンショ（サンタ・コンバ）
- タラゴーニャ（サン・サルバドール）

## 出身著名人
- アルフォンソ・ロドリゲス・カステラオ（1886年 - 1950年） - 作家、画家、政治家、「ガリシア民族主義の父」と呼ばれる。
- ラファエル・ディエステ（1899年 - 1981年） - 作家。
- マヌエル・アントーニオ（1900年 - 1930年） - 作家、詩人。